# Provo Canyon
Provo Canyon ist ein Canyon bei Provo im Utah County und Wasatch County, 65 km südöstlich von Salt Lake City im US-Bundesstaat Utah. Er wurde über Jahrtausende von der Erosion des Provo River geformt und teilt den nördlichen Mount Timpanogos vom Mount Cascade im Süden des Canyons. Westlich erstreckt er sich von Orem bis zum Westende von Heber City im Osten. Durch den 26 km langen Canyon führen die U.S. Route 189 und die Hebertal-Museumsbahn („Heber Valley Historic Railroad“) für Touristen. Sehenswürdigkeiten sind der Vivian Park und die Bridal Veil Falls.